# Ochna
Ochna (Ochna) je rod tropických rostlin z čeledi ochnovitých. Je obvykle uznáváno okolo 85 druhů které pocházejí z Afriky, Asie a mezilehlého souostroví Maskarény. Jsou to skromné rostliny rozšiřované lidmi pro své zvláštní, po dlouhou dobu vybarvené květy které bývají obletovány motýly a včelami.

## Ekologie
Rostliny tohoto rodu jsou nenáročné na kvalitu půdy a spokojí se s malým množstvím dešťových srážek, snášejí plné slunce i případný polostín. Pokud nejsou zasazeny do vyloženě suchých míst nemají období klidu, jsou stálezelené a kvetou průběžně po celý rok. Nesužují je živočišní škůdci.

## Popis
Rod je tvořen vzhledově rozmanitými druhy, vytrvalými bylinami, polokeři, keři i stromy které běžně dorůstají do výše 1,5 až 3 metrů. Jednoduché oválné listy s vystouplou střední žilou vyrůstají střídavě nebo ve spirále, jsou podlouhlého tvaru, mají celistvé nebo třásnité palisty a po obvodě bývají jemně zubaté. Mladé listy jsou lesklé a bronzově zbarvené, později jsou tmavě zelené.
Pětičetné oboupohlavné květy vyrůstají samostatně nebo bývají uspořádány do koncových květenství. Široce rozevřené kališní lístky jsou vytrvalé a po opylení se z původní zelené, krémové nebo růžové barvy vybarví do sytě červena a zvětší se. Koruna nejčastěji mívá pět jasně žlutých lístků, větších než kališní, které ale brzy opadají. V květu bývá 12 a více volných tyčinek jež jsou částečně trvalé. Semeník je tvořen až 8 plodolisty.
Plody jsou tence dužnaté peckovičky, nejprve zelené a ve zralosti leskle černé. Bývají podlouhlého, kulatého nebo ledvinovitého tvaru a jsou přirostlé k češuli obklopené rozevřeným červeným kalichem. Plody po dozrání opadají nebo jsou sezobány ptáky kteří v trusu roznášejí nestrávená semena bez přívěsků i do vzdálených oblastí.

## Význam
Pěstují se jako okrasné rostliny a to v květináčích jako pokojové nebo (a to hlavně) ve venkovním prostředí kde se vysazují na lemy okolo cest nebo se z nich vytvářejí živé ploty; dají se dobře tvarovat. Některé druhy mají tendenci být invazní a rostliny, které se dostaly např. do východní Austrálie okolo roku 1900, se na mnoha místech nekontrolovaně přemnožily. Vytvářejí neprostupné křoviny a vytlačují původní rostlinstvo a ničí pastviny. Za agresivní druhy jsou považovány hlavně ochna pilovitá (Ochna serrulata) a ochna Thomasova (Ochna thomasiana).